# 8Ball & MJG
Gli 8 Ball and MJG sono un duo di Southern hip hop statunitense, proveniente da Memphis, Tennessee e composto da 8 Ball (o Eightball, Premro Smith) e MJG (Marlon Jermaine Goodwin).
Dal loro inizio, nel 1993 fondano la Suave House Records, nel 1999 il duo pubblica l'album  In Our Lifetime, Vol. 1,arrivando nel 2002 al contratto con la Bad Boy Records.

## Storia del gruppo
8 Ball e MJG crescono nel quartiere di Orange Mound a Memphis, entrambi frequentano la Ridgeway Junior High, dove si conoscono nel 1984. Il gruppo inizialmente produce mixtapes, e poi raccolte nelle compilations Lyrics of a Pimp del 1997 e Memphis Under World del 2000, i due nel 1993 fondano la Suave House Records insieme a Tony Draper e il loro primo album è Comin' Out Hard con il brano Armed Robbery.
Nel 1994 il duo pubblica On the Outside Looking In e nel 1995 On Top of the World, quest'ultimo distribuito dalla Relativity Records con distribuzione nazionale.
Nel 1997  la Universal Records stipula con Draper un contratto di distribuzione per la Suave. I due iniziano una carriera da solisti: Lost (di 8 Ball, nel 1998) e No More Glory (di MJG nel 1997). Nel 1999 è la volta di In Our Lifetime, Vol. 1.
Eightball & MJG si separano dalla Suave House nel 1999 per poi firmare con la Bad Boy Records di P. Diddy nel 2002. Nel frattempo nel 2000 registrano Space Age 4 Eva per la Jcor, e la club hit Buck Bounce. Nel 2004 la Bad Boy pubblica il primo album del duo: Livin Legends,  disco d'oro per la hit You Don't Want Drama. Del 2005  la loro hit Stay Fly , assieme al gruppo rap Three Six Mafia, vincitore di un Academy Award.
Recentemente il gruppo ha lasciato la Bad Boy Records per sottoscrivere un contratto con la label di T.I., "Grand Hustle".

## Discografia
Album in studio
- 1993 – Comin' Out Hard
- 1994 – On the Outside Looking In
- 1995 – On Top of the World
- 1999 – In Our Lifetime
- 2000 – Space Age 4 Eva
- 2004 – Living Legends
- 2007 – Ridin' High
- 2010 – Ten Toes Down

Album live
- 2019 – Classic Pimpin

Raccolte
- 1997 – The Album of the Year (con la Suave House)
- 1997 – Lyrics of a Pimp
- 2000 – Memphis Under World
- 2000 – Off da Chain, Vol. 1 (con la Suave House)
- 2008 – We Are the South: Greatest Hits

Mixtape
- 2006 – The Legend Series, Vol. 1

Album solisti di 8Ball
- Lost (1998)
- Almost Famous (2001)
- Lay It Down (2002)
- Light Up the Bomb (2006)
- The Vet & The Rookie with Devius (2007)
- Doin' It Big with E.D.I. (2008)
- 8Ball & Memphis All-Stars: Cars, Clubs & Strip Clubs (2009)
- Life's Quest (2012)

Album solisti di MJG
- No More Glory (1997)
- Pimp Tight (2008)
- This Might Be the Day (2008)
- Too Pimpin' (2013)
- Too Pimpin' 2.0 (2014)